# Comuna Odobești, Bacău
Odobești este o comună în județul Bacău, Moldova, România, formată din satele Bălușa, Ciuturești, Odobești (reședința) și Tisa-Silvestri.

## Așezare
Comuna se află în nord-estul județului, în bazinul râului Odob, și este traversată de șoseaua națională DN2F, care leagă Bacăul de Vaslui.

## Demografie
Componența etnică a comunei Odobești
     Români (92,03%)
     Alte etnii (0%)
     Necunoscută (7,97%)
Componența confesională a comunei Odobești
     Ortodocși (87,41%)
     Penticostali (2,7%)
     Alte religii (1%)
     Necunoscută (8,89%)
Conform recensământului efectuat în 2021, populația comunei Odobești se ridică la 2.295 de locuitori, în scădere față de recensământul anterior din 2011, când fuseseră înregistrați 2.397 de locuitori. Majoritatea locuitorilor sunt români (92,03%), iar pentru 7,97% nu se cunoaște apartenența etnică. Din punct de vedere confesional, majoritatea locuitorilor sunt ortodocși (87,41%), cu o minoritate de penticostali (2,7%), iar pentru 8,89% nu se cunoaște apartenența confesională.

## Politică și administrație
Comuna Odobești este administrată de un primar și un consiliu local compus din 11 consilieri. Primarul, Andriana Ojog[*], de la Partidul Social Democrat, este în funcție din 2016. Începând cu alegerile locale din 2024, consiliul local are următoarea componență pe partide politice:
|  | Partid                          | Consilieri | Componența Consiliului | Componența Consiliului | Componența Consiliului | Componența Consiliului | Componența Consiliului | Componența Consiliului | Componența Consiliului |
|  | ------------------------------- | ---------- | ---------------------- | ---------------------- | ---------------------- | ---------------------- | ---------------------- | ---------------------- | ---------------------- |
|  | Partidul Social Democrat        | 7          |                        |                        |                        |                        |                        |                        |                        |
|  | Partidul Național Liberal       | 2          |                        |                        |                        |                        |                        |                        |                        |
|  | Alianța pentru Unirea Românilor | 1          |                        |                        |                        |                        |                        |                        |                        |
|  | Partidul Mișcarea Populară      | 1          |                        |                        |                        |                        |                        |                        |                        |

## Istorie
La sfârșitul secolului al XIX-lea, comuna făcea parte din plasa Siretul de Jos a județului Bacău și era formată din satele Odobești, Țigâra, Trestia, Tisa-Silvestri, Glodișoarele și Baloș, având în total 1569 de locuitori. În comună erau o școală mixtă cu 30 de elevi înființată în 1864 la Odobești și două biserici (la Odobești și Tisa-Silvestri), în vreme ce principalii proprietari de terenuri erau Al. Lupașcu, Eugenia Sion, Al. Boghici, El. Stamati, Ilie Dăscălescu, Gh. Nichitache și Ath. Țârțescu. La acea vreme, pe teritoriul actual al comunei mai funcționa în plasa Fundul a județului Roman, și comuna Ciuturești, formată din satele Alexandri, Ciuturești, Misihănești, Poiana Humei și Strâmba, cu 987 de locuitori ce trăiau în 233 de case, această comună având o biserică de lemn.
Anuarul Socec din 1925 consemnează comuna în plasa Traian a aceluiași județ, având 1521 de locuitori în satele Băluș, Odobești, Tisa-Silvestri, Trestia și cătunul Țigâra. Comuna Ciuturești fusese desființată și satele ei trecuseră la comuna Roșiori.
În 1950, comuna a fost transferată raionului Bacău din regiunea Bacău. În 1968, comuna a revenit la județul Bacău, reînființat, dar a fost desființată, satele ei fiind incluse în comuna Secuieni. Tot atunci, a fost desființat și satul Trestia, comasat cu satul Tisa-Silvestri. Comuna a fost reînființată în 2005, în componența actuală (preluând în plus față de alcătuirea istorică și satul Ciuturești, fosta reședință a comunei Ciuturești).

## Monumente istorice
Singurul obiectiv din comuna Odobești inclus în lista monumentelor istorice din județul Bacău este biserica „Sfinții Voievozi”, construită în 1774, cu adăugiri din 1870, și aflată în satul Tisa-Silvestri. Biserica este clasificată drept monument de arhitectură.